# Ghauri

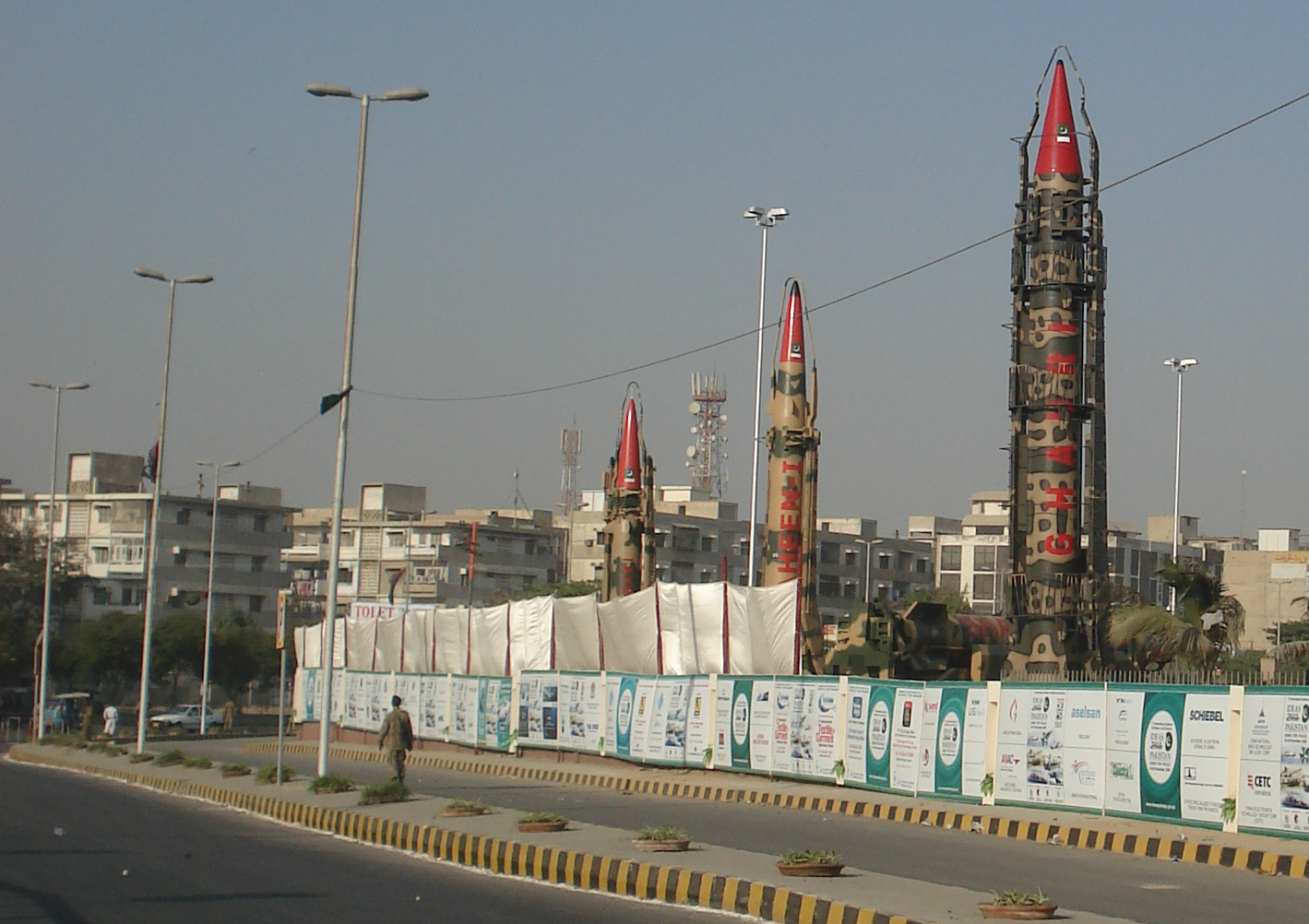
Von Links nach Rechts Ghaznavi, Shaheen-I, Ghauri

Die Ghauri ist eine einstufige Mittelstreckenrakete, die in den 1990er-Jahren in Pakistan entwickelt wurde. Sie basiert auf der nordkoreanischen Rakete Nodong-1. Eine weitere Bezeichnung ist Hatf V.

## Entwicklung
Anfang der 1990er-Jahre begann man in Pakistan mit nordkoreanischer Hilfe mit der Entwicklung der Ghauri-Rakete. Für den Entwurf der Ghauri wurde die nordkoreanische Nodong-1-Rakete ohne große Änderungen übernommen. Vermutlich wurden auch mehrere Nodong-1-Raketen aus Nordkorea geliefert. Die Entwicklung und Produktion erfolgte bei Khan Research Laboratories (KRL). Der erste Teststart erfolgte am 6. April 1998. Zeitgleich wurden die ersten Systeme von der pakistanischen Armee übernommen. Die iranische Shahab-3-Mittelstreckenrakete ist nahezu baugleich mit der Ghauri.

## Technik
Die Ghauri ist eine einstufige Flüssigtreibstoffrakete. Als Treibstoff wird vermutlich TM-185, eine Mischung aus Benzin und Kerosin verwendet. Als Oxidator kommt vermutlich AK-27I, eine Mischung aus Distickstofftetroxid und Salpetersäure zum Einsatz. Der Raketenmotor hat eine Brenndauer von 110–115 Sekunden. Nach dem Ausbrennen des Raketenmotors hat die Rakete eine Geschwindigkeit von 3700 bis 3800 m/s erreicht. Die Flugzeit bei einer Einsatzreichweite von 1500 km beträgt rund 12 Minuten.
Die Steuerung der Ghauri erfolgt mit einer rudimentären Trägheitsnavigationsplattform, die auf dem Steuersystem der Scud-B basiert. Je nach Einsatzreichweite wird eine Präzision (CEP) von 2000 bis 4000 m erreicht. Es ist möglich, dass bei neueren Ausführungen der Ghauri an das Steuersystem ein GPS-Lenksystem gekoppelt wurde. So lässt sich die Präzision auf 190–250 m verbessern. Die Raketenspitze mit dem Sprengkopf wird für den Wiedereintritt vom Raketenrumpf abgetrennt.
Das gesamte Ghauri-System ist auf Straßen transportierbar. Die Raketen sowie sämtliche dazugehörige Komponenten sind auf Anhängerzügen untergebracht. Für die Startvorbereitungen und das Erstellen der Feuerbereitschaft werden vermutlich 120–150 Minuten benötigt.
Die Rakete kann mit einem bis zu 1158 kg schweren Sprengkopf ausgerüstet werden. Je nach Nutzlast wird eine unterschiedliche Reichweite erzielt. Mit einer Nutzlast von 550 kg hat die Ghauri eine Reichweite von bis zu 1600 km. Mit der vollen Nutzlast von 1158 kg liegt die Reichweite bei 1350 km. Die Rakete kann mit einer Auswahl von unterschiedlichen Gefechtsköpfen bestückt werden:
- Nuklearsprengkopf
- Splittergefechtskopf
- 150 5-kg-Bomblets (Submunition)
- Chemische Kampfstoffe

## Varianten
- Ghauri 1: Erste Variante mit einer Reichweite von 1350 bis 1600 km.
- Ghauri 2: Zweite Variante mit einem verlängerten Rumpf. Reichweite 2300 km.
- Ghauri 3: Projekt mit einer Reichweite von 3500 bis 4000 km. Entwicklung eingestellt.[4]

## Technische Daten
| Name                     | Ghauri 1                                                              | Ghauri 2                                                              |
| ------------------------ | --------------------------------------------------------------------- | --------------------------------------------------------------------- |
| Einführungsjahr          | 1995                                                                  | 1999                                                                  |
| Antrieb                  | 1 Stufe mit Flüssigtreibstoff                                         | 1 Stufe mit Flüssigtreibstoff                                         |
| Länge                    | 15,80–16,00 m                                                         | 18,50–19,20 m                                                         |
| Durchmesser              | 1.320–1.350 mm                                                        | 1.320–1.350 mm                                                        |
| Startgewicht             | 15.092 kg                                                             | unbekannt                                                             |
| Nutzlast                 | 550–1.158 kg                                                          | 900–1.158 kg                                                          |
| Sprengkopf               | nuklear, Splittergefechtskopf, Submunition oder chemische Kampfstoffe | nuklear, Splittergefechtskopf, Submunition oder chemische Kampfstoffe |
| Einsatzreichweite        | 1.350–1.600 km                                                        | 2.300 km                                                              |
| Lenksystem               | Trägheitsnavigationsplattform                                         | Trägheitsnavigationsplattform                                         |
| Treffergenauigkeit (CEP) | 250–4.000 m                                                           | unbekannt                                                             |